# Endiandra reticulata
Endiandra reticulata är en lagerväxtart som beskrevs av Cyril Tenison White. Endiandra reticulata ingår i släktet Endiandra och familjen lagerväxter. Inga underarter finns listade i Catalogue of Life.